# Chaetocnema perturbata
Chaetocnema perturbata är en skalbaggsart som beskrevs av Horn 1889. Chaetocnema perturbata ingår i släktet Chaetocnema och familjen bladbaggar. Inga underarter finns listade i Catalogue of Life.